# Амбодик-Максимович Нестор Максимович
Не́стор Макси́мович Амбоди́к-Максимóвич (7 листопада 1744, Веприк, Гадяцький полк, Гетьманщина — 24 липня (5 серпня) 1812) — український вчений-гінеколог, один із засновників професійної акушерської справи на Гетьманщині та Російській імперії. Медик і вчений енциклопедист, педіатр, ботанік, фітотерапевт, також геральдист. Автор перших в Російській імперії підручників з акушерства та медичних словників. Родом із міста Веприк, працював у Петербурзі; доктор Страсбурзького університету, професор акушерства, статський радник.

## З життєпису
Навчався у Києво-Могилянській академії в 1757–1768 роках, по закінченні курсу в якій виїхав до Московії, де працював при Петербурзькій госпітальній школі; у Страсбурзі в 1773 році отримав ступінь доктора медицини. 
Після повернення до Петербурга почав викладання акушерства в адміралтейському та військово-сухопутному госпіталях (1776). 1782 став першим у Російській імперії професором повивального мистецтва. Один з ініціаторів заснування Клінічного повивального інституту в Санкт-Петербурзі в 1797 році. Вчений-енциклопедист, активний популяризатор медичних й інших знань серед широких верств населення. Читав лекції з акушерства, фізіології, хірургії в госпітальних школах та інших медичних закладах Санкт-Петербурга. Уперше в Російській імперії перейшов до викладання цих дисциплін місцевою мовою.
Головні праці: 
- «Мистецтво сповивання»[4],
- «Анатомо-фізіологічний словник»[5],
- «Словник медико-хірургічний латинською та російською мовою»[6].

Також був автором перших на Гетьманщині та Російській імперії праць з ботаніки й фітотерапії «Новий ботанічний словник місцевою, латинською та німецькою мовою», «Початкові основи ботаніки», «Опис цілющих рослин». Засновник російської медичної термінології, що вживається і сьогодні.[джерело?]
Відомий також працею з геральдики «Емблеми й символи обрані» («Емвлемы и символы избранные», 1788), яка містить головним чином тлумачення геральдичних емблем та фігур, раніше опублікованих у збірнику «Symbola et Emblemata» (Амстердам, 1705).
Псевдонім Амбодик, з латинської «скажи двічі» (лат. ambo dic), був взятий ним на ознаку того, що його по-батькові і прізвище співпадають.